# Майн (приток Анадыря)
Майн — река на Дальнем Востоке России, правый приток реки Анадырь, протекает по территории Анадырского района Чукотского автономного округа.
Длина 475 км, площадь бассейна 32,8 тысячи км². Является вторым по площади бассейна (после Белой) и длине (после Танюрера) притоком Анадыря.
В междуречье Майна и Анадыря организован Государственный природный заказник «Лебединый».

## Этимология
Название в переводе с чук. Мэйнывээм — «большая река».

## Гидрография
Берёт начало на склонах Пенжинского хребта Корякского нагорья из озера Майнского (на высоте 240 м над уровнем моря), впадает в Анадырь. Устье лежит на высоте 9 м над уровнем моря. Общее падение — 231 м.
Долина реки Майн расположена между отрогами Корякского нагорья и возвышенностями Русских и Словутных гор. В низовьях ширина долины доходит до 60 км. В этой обширной плоской долине находится множество озёр, большая часть которых соединяется с реками Майн и Анадырь протоками. В средней части реки долина суживается до 1,5 км, затем вновь расширяется до 20—25 км, а у северо-восточной оконечности Словутных гор суживается до 3—4 км. В верховьях ширина долины достигает 15 км.
Русло реки Майн в среднем и верхнем течении извилисто и разветвляется на множество рукавов и проток. В нижнем течении почти прямолинейно и лишь на некоторых участках разбивается на несколько рукавов при ширине русла 250—350 м. Пойма реки Майн в верхнем и нижнем течении представляет собой тундру, а в среднем — лесотундру.

## Водный режим
Питание снеговое и дождевое. Замерзает в середине октября, вскрывается в конце мая. Характерное для реки высокое весенне-летнее половодье наступает в самом конце мая и достигает пика к середине июня, заканчивается в первой половине июля. Каждый год случаются дождевые паводки, самые высокие — во второй половине августа. При высоких уровнях воды часты наводнения.
Среднемноголетний расход воды в устье 403 м³/с, объём стока — 12,719 км³/год.

## Хозяйственное значение
В среднем течении Майна находится село Ваеги. При высоком уровне воды сюда возможно плавание судов с мелкой осадкой. Период навигации составляет максимум 40 суток.

## Притоки
Объекты перечислены по порядку от устья к истоку.
- 18 км: протока без названия
- 19 км: река без названия
- 27 км: река без названия
- 30 км: река без названия
- 35 км: Хоховая
- 44 км: река без названия
- 44 км: протока Вакарева
- 49 км: Бачкина
- 50 км: река без названия
- 65 км: Осиновая
- 69 км: Берёзовая
- 71 км: река без названия
- 83 км: Кривая
- 101 км: протока Ливановская
- 102 км: протока Прорва
- 121 км: протока Туркутская
- 136 км: Круглокаменная
- 173 км: Алган
- 181 км: Берёзовая
- 187 км: Чыгайгытгыпэльгын
- 194 км: река без названия
- 196 км: река без названия
- 205 км: река без названия
- 208 км: река без названия
- 208 км: Болотный
- 220 км: Болотный
- 239 км: Ваеги
- 252 км: Орловка
- 253 км: река без названия
- 266 км: река без названия
- 312 км: река без названия
- 317 км: река без названия
- 320 км: Галечниковая
- 323 км: река без названия
- 323 км: река без названия
- 326 км: Левая Гусиная
- 327 км: Правая Гусиная
- 328 км: река без названия
- 332 км: Большой Куйвивеем
- 336 км: Чистая
- 354 км: река без названия
- 364 км: река без названия
- 372 км: Понтонайваам
- 390 км: Забойная
- 400 км: Алгваам
- 402 км: Гитгитваам
- 423 км: Анадырькууль
- 431 км: Алеваам
- 435 км: Пальпальская
- 440 км: река без названия
- 454 км: Параполваам